# Dancing for Decadence
Albums de The Sainte Catherines
The Art Of Arrogance
(2003) Fire Works
(2010)
Dancing for Decadence est le quatrième album du groupe de punk canadien The Sainte Catherines sorti en 2006 sur l'étiquette californienne Fat Wreck Chords.
Il est le premier album du groupe à sortir sur Fat Wreck Chords, label fondé par Fat Mike de NOFX. Il est considéré un des albums emblématique de la scène punk québécoise.

## Style
Le style musical de l'album va du rock au punk hardcore.[citation nécessaire]

## Titres
| No  | Titre                                                         | Durée |
| --- | ------------------------------------------------------------- | ----- |
| 1.  | Burn Guelph Burn                                              | 2:53  |
| 2.  | Ring of Fire = 4 Points                                       | 2:31  |
| 3.  | Confession of a Revolutionary Bourgeois Part 3                | 2:31  |
| 4.  | Get Your Politics Out of My Hair                              | 2:13  |
| 5.  | Hau Weg Die Scheisse                                          | 2:29  |
| 6.  | Emo-Ti-Cons: Punk Rock Experts                                | 1:47  |
| 7.  | The Shape of Drunks to Come                                   | 3:21  |
| 8.  | I’d Rather Be Part of the Dying Bungee Scene                  | 2:40  |
| 9.  | Us Against the Music                                          | 2:29  |
| 10. | If There’s Black Smoke Over a Bridge, It’s Over               | 2:18  |
| 11. | International Badminton Championship: La P’Tite Grise vs. Jef | 1:42  |
| 12. | Track & Field Style                                           | 2:54  |